# Hypopyra villicosta
Hypopyra villicosta là một loài bướm đêm trong họ Erebidae.